# Hôpital de la Collégiale
L'hôpital de la Collégiale est un ancien hôpital de l'Assistance publique - hôpitaux de Paris (AP-HP) situé rue de la Collégiale et rue du Fer-à-Moulin dans le 5e arrondissement de Paris. Il était dévolu à la gérontologie et aux patients nécessitants des soins de longue durée.

## Historique
Cet hôpital porte le nom La Collégiale en souvenir de l’ancienne église, la collégiale Saint-Marcel, située au carrefour des Gobelins. Il a été conçu par l'architecte Jacques Kalisz.
L'hôpital ferme le 30 mai 2022.

## Accès
L'hôpital de la Collégiale est desservi par la ligne de métro 7 à la station Les Gobelins.